# Odontopera
Odontopera is een geslacht van vlinders van de familie spanners (Geometridae), uit de onderfamilie Ennominae.

## Soorten
- O. acutaria Leech, 1897
- O. acyrthoria (Prout, 1938)
- O. aemoniaria Swinhoe, 1904
- O. aemula (Prout, 1938)
- O. albiguttulata Bastelberger, 1909
- O. alienata Staudinger, 1892
- O. ambigua Warren, 1898
- O. angularia Moore, 1867
- O. arida Butler, 1878
- O. aurata Prout, 1915
- O. azelinaria (Swinhoe, 1904)
- O. belli (Prout, 1938)
- O. bidentata

Getande spanner (Clerck, 1759)
- O. bilinearia Swinhoe, 1889
- O. bivittaria Moore, 1867
- O. blaisa Wehrli, 1936
- O. breviata (Prout, 1922)
- O. briela (Debauche, 1937)
- O. cervinaria Moore, 1867
- O. crocalliaria Wehrli, 1931
- O. curticosta (Prout, 1932)
- O. dargei Herbulot, 1982
- O. elaborans Dyar, 1915
- O. erebaria Guenée, 1858
- O. exoglypha Herbulot, 1982
- O. formosa Hulst, 1896
- O. fragilis Butler, 1882
- O. fuscilinea Hampson, 1907
- O. graecarius (A. Bang-Haas, 1910)
- O. heydena Swinhoe, 1894
- O. homales (Prout, 1922)
- O. hypopolia Wehrli, 1936
- O. imitata Warren, 1897
- O. impeyi Krüger, 2003
- O. insulata Bastelberger, 1909
- O. integraria Guenée, 1858
- O. justa Prout, 1928
- O. kametaria Felder, 1873

- O. lentiginosaria Moore, 1867
- O. luzonensis Wileman & South, 1917
- O. macularia Barnes & McDunnough, 1916
- O. mediochrea Wehrli, 1931
- O. muscularia Staudinger, 1892
- O. noctuodes Warren, 1904
- O. nubigosa Prout, 1928
- O. obliquaria Moore, 1867
- O. ocellaria Grossbeck, 1907
- O. ochroneura (Prout, 1938)
- O. orographica (Prout, 1938)
- O. ovbvelata Inoue, 1987
- O. paliscia Prout, 1922
- O. paraplesia Wehrli, 1940
- O. perplexata Warren, 1904
- O. postobscura Wehrli, 1936
- O. prolita (Wehrli, 1936)
- O. protecta Herbulot, 1983
- O. pulveraria Joannis, 1929
- O. rubescens Inoue, 1987
- O. similaria Moore, 1888
- O. stevensoni Krüger, 2003
- O. stictoneura Prout, 1917
- O. urania Wehrli, 1933
- O. veneris Inoue, 1987
- O. xera (Prout, 1922)